# Корчевской уезд
Корчевско́й уе́зд — административно-территориальная единица Тверской губернии в составе Российской империи и РСФСР. Уездный город — Корчева.

## География

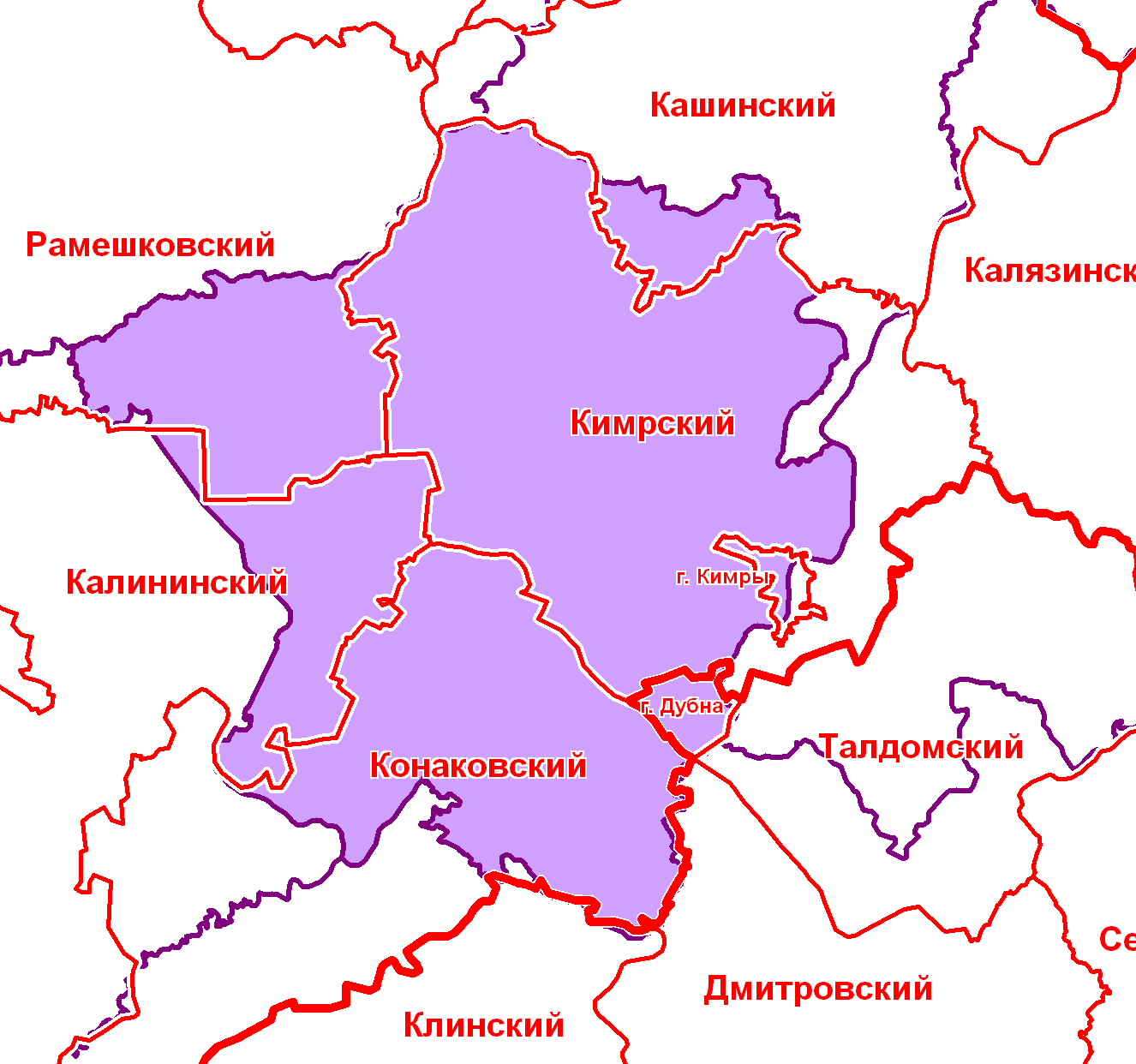
Корчевской уезд в современной сетке районов

Уезд был расположен на юго-востоке Тверской губернии и граничил с Тверским, Бежецким, Кашинским и Калязинским уездами. На юге граничил с Московской губернией (Дмитровский и Клинский уезды). Площадь уезда составляла 3866 кв. вёрст. Главная транспортная артерия — река Волга. Корчевской уезд единственный в губернии, где не было железных дорог (конечная станция Савёлово на одноименной железной дороге, построенная в непосредственной близости от села Кимра на противоположном берегу Волги, относилась к Калязинскому уезду). При этом действовала сеть узкоколейной железной дороги кузнецовского фарфоро-фаянсового завода (между Кузнецово, Корчевой и Фёдоровским). Узкоколейка утратила хозяйственное значение только к концу 60-х годов 20-го века и была разобрана.

### Современное положение
В настоящее время территория уезда (в границах на 1917 год) входит в состав Кимрского, Конаковского, Калининского, Рамешковского и Кашинского районов Тверской области, а также города Дубна Московской области.

## История

Волга в районе города Корчевы. Начало XX века

Уезд был образован в 1781 году в составе Тверского наместничества из частей Кашинского и Тверского уездов. В 1796 при создании Тверской губернии уезд был упразднен, но в 1803 восстановлен. В 1918 из части его территории был образован Кимрский уезд. В мае 1922 Корчевской уезд был ликвидирован, его территория перешла к Кимрскому уезду.

## Население
Население в 1863 г. — 100,5 тыс. чел. (без Корчевы), в 1892 г. — 121 949 чел., в 1913 г. — 152,4 тыс. чел. Плотность населения — 33,3 чел. на 1 кв. версту; по густоте населения уезд принадлежит к числу средних в губернии. Население почти все русское; совершенно обрусевшие карелы (около 1200 чел.) живут на северо-западе уезда, в дер. Ведное (теперь Рамешковский район) . Господствующее вероисповедание — православное; из раскольничьих сект особенно распространена беспоповщина. Населённых мест — 838, из которых много крупных; самое значительное — с. Кимры (5083 чел.).

## Административное деление
В 1890 году в состав уезда входило 16 волостей:
| № п/п | Волость          | Волостное правление | Число селений | Население |
| ----- | ---------------- | ------------------- | ------------- | --------- |
| 1     | Горицкая         | с. Горицы           | 79            | 8630      |
| 2     | Даниловская      | с. Данилово         | 30            | 8060      |
| 3     | Ильинская        | с. Ильинское        | 87            | 10250     |
| 4     | Кимрская         | с. Кимры            | 46            | 9000      |
| 5     | Красновская      | с. Красное          | 52            | 5200      |
| 6     | Кудрявцевская    | д. Кудрявцево       | 36            | 7195      |
| 7     | Ларцевская       | д. Ларцево          | 55            | 8390      |
| 8     | Николо-Созинская | с. Поповское        | 38            | 5515      |
| 9     | Паскинская       | д. Паскино          | 73            | 6830      |
| 10    | Погорельцевская  | c. Погорельцы       | 32            | 4830      |
| 11    | Рождественская   | с. Рождествено      | 24            | 5300      |
| 12    | Селиховская      | с. Селихово         | 29            | 5660      |
| 13    | Стоянцевская     | с. Стоянец          | 55            | 9240      |
| 14    | Суворовская      | д. Суворово         | 81            | 7250      |
| 15    | Федоровская      | с. Федоровское      | 38            | 8210      |
| 16    | Яковлевская      | д. Яковлевская      | 63            | 6625      |

В полицейском отношении в 1913 году уезд был разделён на два стана:
- 1-й стан, становая квартира с. Кимры.
- 2-й стан, становая квартира с. Стоянец.

## Экономика
Ввиду скудности почв в уезде широко распространены промыслы и отходничество (крупнейший центр сапожного ремесла — с. Кимры), с. Кузнецово (ныне г. Конаково) — центр фарфоро-фаянсового производства.
В селе Кимры, в Кимрской, Ильинской, Ларцевской, частично в Суворовской волостях крестьяне поголовно шили обувь. Более 10-ти тысяч крестьян из этих волостей шили обувь в Москве и других крупных городах, возвращаясь в деревни лишь на период весенних и осенних полевых работ. Часть крестьян из деревень Стоянцевской, Горицкой и Печетовской волостей были потомственными плотниками и также проводили значительное время на заработках в соседних волостях и уездах (печетовские плотники промышляли в Угличском уезде). В начале 20-го века молгинский (Стоянцевская волость) подрядчик Андрей Яковлевич Фёдоров мог единовременно предоставить артели плотников до 60 человек, а его односельчанин Т. Смирнов был поскромней. Он «водил артели» только в пределах до 15 человек. В с. Горицы был широко представлен валяльный промысел.

## Известные уроженцы
- Замков, Владимир Константинович (1925—1998) — советский художник-монументалист, член-корреспондент АХ СССР. Народный художник СССР (1991).
- Михаил Иванович Калинин (1875—1946) — советский государственный и партийный деятель, 1-й Председатель Президиума Верховного Совета СССР.
- Андрей Николаевич Туполев (1888—1972) — советский авиаконструктор, трижды Герой Социалистического Труда.
- Александр Александрович Фадеев (1901—1956) — русский советский писатель.
- Никольский, Михаил Александрович (1901—1988) — советский военачальник, генерал-полковник ВС СССР.
- Булатов, Дмитрий Александрович — единственный большевик в Корчевском совете в 1918.
- Базанов, Дмитрий Сергеевич (1894—1978) — профессор, первый большевик из числа местных жителей в Кимрах и Кимрском уезде, первый председатель Ильинского волисполкома, второй после П. М. Викмана председатель Кимрского УИК, автор неизданной книги «Неизвестный солдат» — автобиографических воспоминаний, представляющих уникальную энциклопедию жизни кимрских крестьян в два первых десятилетия 20-го века.
- Иван Александрович Витвер (1891—1966) родился в сельце Ильине на Малой Пудице Ильинской волости в семье швейцарского сыродела и русской дворянки. В 1921 окончил МГУ, сотрудником которого и остался. Профессор, заслуженный деятель искусств РСФСР, лауреат Государственной премии. Автор ряда научных работ и известного учебника для 9-го класса «Экономическая география зарубежных стран», выдержавшего 16 изданий и переведённого на 19 языков.
- Перхуров, Александр Петрович (1876—1922) родился в имении Шерепово Суворовской волости в старинной дворянской семье. Окончил Николаевскую академию Генерального штаба. Участник Русско-японской и 1-й мировой войн. Кавалер многих государственных военных наград. В октябре 1917 представлен к производству в генерал-майоры, но помешал октябрьский переворот. По рекомендации Б. В. Савенкова возглавил 04.07.1918 антисоветское восстание в Ярославле. После подавления восстания 20.07.1918 служил в армии адмирала А. В. Колчака, произведён в генералы. В 1920 попал в плен к красным партизанам, после непродолжительного пребывания под стражей служил в качестве военспеца в Красной армии. Затем был арестован и препровождён в Ярославль, где был предан суду и расстрелян. Реабилитирован 16.12.1994. По информации гл. редактора районной газеты «Кимрский вестник» П. В. Ефремова, опубликованной в постсоветское время, июльской ночью при переправе через Волгу были арестованы полковник Перхуров и поручик Фёдоров. В это время мать полковника проживала в имении Текутьево Кимрского уезда. Поручик Фёдоров был расстрелян вместе с группой неблагонадёжных местных жителей, а полковник Перхуров этапирован в Москву.
- Пуликовский, Владимир Александрович (1854?-1916), из польского дворянского рода, окончил пажеский корпус, офицер. После очередного раздела Польши его дед Юзеф Пуликовский поступил на службу российскому императору. Отец Александр Иосифович, кадровый офицер, преподавал географию в военных училищах, в 1880-х купил имение Чудиново на левом берегу Малой Пудицы в Ильинской волости, где вскоре поселился после отставки его сын Владимир с семьёй. До этого В. А. принимал участие в русско-турецкой войне, награждён орденом Станислава за отличие при осаде Карса. Став жителем Корчевского уезда, служил в земской управе мировым судьёй, затем с 1898 по 1902 председателем управы, участвовал в русско-японской войне. Будучи председателем управы много внимания уделял строительству дорог, развитию образования, открытию библиотек, которые только при нём и стали появляться в уезде. Способствовал открытию в 1912 библиотеки и народного дома в с. Троице, строительству нового здания школы в Чудинове, взамен обветшавшей Троицкой.